# Площадь Трезини
Площадь Трези́ни — площадь в Василеостровском районе Санкт-Петербурга. Находится между Университетской набережной, 5-й, 6-й линиями Васильевского острова и Благовещенским мостом.

## История

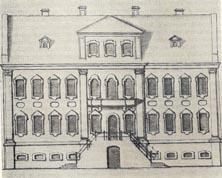
Вид дома Трезини, построенного в 1720-х

До 1995 года площадь не имела названия. Наименована 25 января 1995 года в честь Д. А. Трезини, выдающегося архитектора итальянского происхождения, автора первого генерального плана строительства Санкт-Петербурга. 
В феврале 2014 года перед домом, где жил архитектор, был открыт памятник Трезини.

## Достопримечательности
- Дом Трезини
- Благовещенский мост
- Императорская Академия художеств